# National Provisional Ruling Council

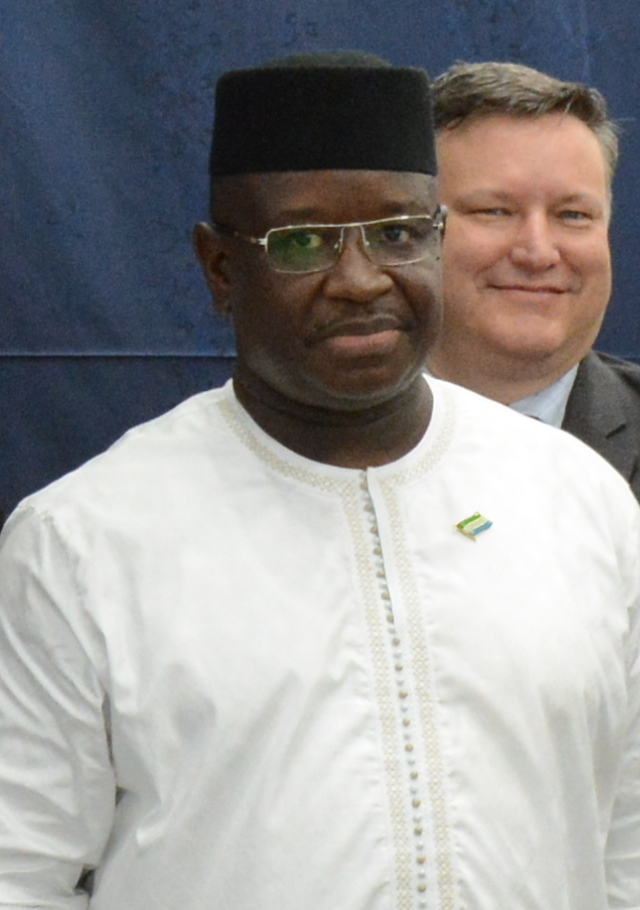
Julius Maada Bio

Der National Provisional Ruling Council (NPRC; zu Deutsch etwa Nationaler regierender Übergangsrat) war nach einem Coup d’état am 30. April 1992 die De-facto-Regierung von Sierra Leone. Sie stand unter Führung des Militärs, zunächst wohl unter Yahya Kanu und später Valentine Strasser. Es tauchen in der Literatur auch Bezeichnungen des NPRC wie National Provisional Defense Council (NPDC) auf.
Der NPRC wurde am 14. Juli 1992 in Supreme Council of State (SCS; etwa Oberster Staatsrat) umbenannt und fortan von Strasser und in den letzten Monaten von Julius Maada Bio geführt.
Der NPRC bzw. SCS kündigte im Januar 1996 die Machtübergabe an eine zivile Regierung an. Daraufhin kam es zu einem internen Putsch durch Julius Maada Bio, der schlussendlich Ende Februar des gleichen Jahres freie Wahlen ermöglichte. Diese wurden von Ahmad Tejan Kabbah gewonnen. Fast alle Gesetze und Verordnungen die der NPRC/SCS während der Regierungszeit erlassen hatte, wurden wenig später wieder rückgängig gemacht.

## Wichtige Persönlichkeiten
- Yahya Kanu, 1992 hingerichtet
- Valentine Strasser, in Armut lebend
- Julius Maada Bio, seit April 2018 gewählter Staatspräsident von Sierra Leone